# Baba cmentarna
Cmentarna baba, cmentarna kobieta – demoniczna postać żeńska z opowieści ludowych w regionie radomskim, szwendająca się po cmentarzach, sprowadzająca na napotkanych ludzi nieszczęście.
Rozgrzebywała groby i rozrzucała kości, najczęściej tych, którzy zmarli nagłą śmiercią. Napotkanych ludzi łapała i próbowała zaciągnąć w mogiły. Ubrana była w długą, czarną suknię. Miała połyskujące, białe zęby. Uzbrojona była w długie pazury.